# Иноземцев, Михаил Иванович
Михаи́л Ива́нович Инозе́мцев (7 ноября 1920, Вагино, Томская губерния — 7 апреля 2011, Томск) — участник Великой Отечественной войны, полный кавалер ордена Славы.

## Биография
Родился в селе Вагино на восточной границе Томской губернии (ныне Боготольского района Красноярского края). Здесь же закончил 3 класса начальной школы и, как и его сверстники, с ранней юности работал в местном колхозе при Вагинском сельсовете. К осени 1941 года был бригадиром полеводческой бригады.
К началу Великой Отечественной войны Михаилу исполнилось 20 лет. В ряды Красной Армии он был призван в октябре 1941 года Боготольским райвоенкоматом Ачинского округа Красноярского края. После краткосрочной военной подготовки (исполнился 21 год) был отправлен на фронт. В действующей армии, на передовой — с декабря 1941 года. В 1941—1943 воевал в составе Западного, Южного, 4-го Украинского, затем 1-го Украинского фронтов.
Свои геройские подвиги совершил в составе воинских частей, входивших в 1944—1945 в состав 2-го Украинского, 1-го Прибалтийского, 3-го Белорусского фронтов.
За время службы Михаил Иноземцев неоднократно отличился в боях с фашистскими захватчиками, проявил личное мужество. Западный фронт, куда он был направлен, в районе Воронежа и Курска противостояла немецкой группе армий «Центр», шли тяжелые бои на Московском направлении. После ранения и лечения в приволжском госпитале участвовал в боях за Сталинград (новое ранение и затем возвращение в строй). Дальнейший путь рядового Иноземцева пролегает через Сальские степи, Донбасс, Таврию (освобождение Советской Украины и Крыма). На этом пути было немало жарких боёв.
Один из геройских подвигов был совершён в боях под Ростовом. Здесь командование решило овладеть стратегически важным населенным пунктом. Командир 88-го гвардейского стрелкового полка 33-й гвардейской стрелковой дивизии Герой Советского Союза гвардии подполковник Мандрыкин распорядился погрузить на автомашину лучший миннометный расчет из батареи Сорокоумова и под прикрытием темноты проскочить в село. Подготовили трофейную машину. Рядом с водителем посадили бойца, владеющего немецким языком. В кузов поместили миномет Иноземцева с расчетом. Рискованно? Безусловно. Зато удача сулила большие успехи при минимальных потерях. Замысел командира был выполнен блестяще. На рассвете расчет Иноземцева открыл беглый огонь по фашистским позициям. Минометчики подавили наиболее важные огневые точки противника, уничтожили несколько десятков гитлеровцев, посеяли панику в расположении врага. Это способствовало продвижению подразделений полка, которые заняли стратегически важный рубеж обороны противника. (Д. Мирошин. Сайт «Участники Великой Отечественной войны — полные кавалеры ордена Славы Красноярского края», 2010).
Красноармеец-орденоносец М. Иноземцев также отличился в боях по освобождению Севастополя. После переформирования гвардейская часть, в которой служил М. Иноземцев, была направлена для участия в ожесточенных боях в Прибалтике, Белоруссии и в штурме оплота Германии — Восточной Пруссии.
В сражениях в Прибалтике (освобождение Литовской ССР), за штурм Кёнигсберга миномётчик, гвардии рядовой Михаил Иванович Иноземцев получил три ордена солдатской Славы. За время боёв получил три серьёзных ранения.
Летом 1945 года был демобилизован из армии, после лечения в госпитале от тяжёлого ранения в боях в Восточной Пруссии. Сначала вернулся в родное село и работал в колхозе комбайнёром. Через некоторое время уехал жить и работать в Крым, в город Феодосию (Украина). Работал слесарем на автобазе. В последние годы жизни вернулся в Сибирь. Персональный пенсионер М. И. Иноземцев жил и умер в городе Томске.
Русский. В войну — член ВЛКСМ.
Михаил Иванович Иноземцев ушел из жизни 7 апреля 2010 года. Похоронен на Бактинском кладбище города Томска 9 апреля 2010 года.

## Подвиги
- Подробнее о подвигах героя до 1944 года (когда было введено награждение солдат орденом Славы), рассказывается на сайте города Боготол (здесь рядом родина героя — село Вагино) «Участники Великой Отечественной войны — полные кавалеры ордена Славы Красноярского края», 2010
- Заряжающий 120-миллимитрового миномёта 88-го гвардейского стрелкового полка (33-я гвардейская стрелковая дивизия[7], 2-я гвардейская армия, 2-й Украинский фронт) гвардии рядовой Михаил Иноземцев, в боях на подступах к городу Севастополь, в составе миномётного расчёта 7 мая 1944 года разбил КП противника, подавил 3 пулемётные точки и вывел из строя свыше 20 вражеских солдат и офицеров. Приказом от 26.05.1944 награждён орденом Славы III-й степени.
- Заряжающий 120-мм миномёта 88-го гвардейского стрелкового полка (33-я гвардейская стрелковая дивизия, 2-я гвардейская армия, 1-й Прибалтийский фронт) гвардии рядовой Михаил Иноземцев, в составе миномётного расчёта, при отражении контратак противника близ местечек Кельме и Куртавяны (26 км юго-западнее города Шяуляй, Литовская ССР) в период с 16-го по 21 августа 1944 года уничтожил 3 бронетранспортёра, 4 автомашины, 3 пулемётные точки и до взвода пехоты. Приказом от 28.10.1944 награждён орденом Славы II-й степени.
- Заряжающий 120-мм миномёта 88-го гвардейского стрелкового полка (39-я армия, 3-й Белорусский фронт), в бою за населённый пункт Гросс-Фридрихсберг[8] (2 км западнее города Кёнигсберг, ныне Калининград), гвардии рядовой Михаил Иноземцев, в составе миномётного расчёта, участвовал в ожесточённых боях. Командир полка подполковник Мандрыкин в реляции писал: «Иноземцев в боях с фашистскими захватчиками в Восточной Пруссии показал образцы отваги и мужества по уничтожению огневых средств противника, чем обеспечил успех общего дела. Только в боях под Гросс-Фридрихсбергом под сильным артогнём противника он уничтожил из миномёта до взвода вражеской пехоты, две пулемётные точки и одну автомашину с солдатами». Сам боец М. Иноземцев в этом бою также получает тяжёлое ранение. Указом Президиума Верховного Совета СССР от 19.04.1945 гвардии рядовой М. И. Иноземцев награждён орденом Славы I-й степени.

Получив в боях 3 звезды солдатской Славы, Михаил Иванович Иноземцев стал солдатом-героем, полным Кавалером Ордена.

## Награды
- 3 ордена Славы: III-й степени (26.05.1944), II-й степени (28.10.1944), I-й степени (19.04.1945).
- 3[9] ордена Отечественной войны II-й степени (1943), II-й степени (1944) и I-й степени (1985).
- медаль «За отвагу».
- медаль «За оборону Сталинграда»
- медали СССР.

## Память
- Имя Михаила Ивановича Иноземцева представлено на Памятной стеле томиче́й-героев на аллее Боевой славы томичей в Лагерном саду города Томска.
- В память о Герое на его родине — в селе Вагино Боготольского района Красноярского края, установлен бюст.

## Информация в Интернете
- Бочаров А. Михаил Иванович Иноземцев. Сайт «Герои страны». Дата обращения: 8 января 2018.
- Информация в о герое в Томской Википедии
- Равнение на Победу. Томская область — Герои войны
- Народная энциклопедия «Мой Красноярск». Земляки — победители. Иноземцев Михаил Иванович — полный кавалер ордена Славы (2005)
- «Участники Великой Отечественной войны — полные кавалеры ордена Славы Красноярского края». Д. Мирошин. Полный кавалер ордена Славы из Красноярского края Иноземцев Михаил Иванович, 2010
- Администрация Томской области. О героях войны в Томской области (2009). (недоступная ссылка)
- Красноярский край. Список полных кавалеров ордена Славы (2010)
- Список полных кавалеров ордена Славы, награждённых орденом Славы 1-й степени за подвиги в боях при штурме Кёнигсберга
- Земля Боготольская. К 65-летию Победы. Н. Новикова: Они по-прежнему служат России (2010)